# Friedrich Leopold Hardegg
Hrabě Friedrich Leopold Hardegg (* 1. října 1968 Vídeň) pochází z rodu rakouských hrabat z Hardeggu.

## Život
Vyrostl ve Schwarzenbachu a ve Vídni. Po ukončení maturity a částečném studiu lesnictví absolvoval v roce 1992 školení na lesníka a správce nemovitostí. Je jednatelem Isbarische Güterdirektion, zde spravuje 2400 ha lesa a je vlastníkem Hardegg Immobilien. Vedle správy lesa a vedení firmy, která spravuje nemovitosti, chová skotský vysokohorský dobytek. Angažuje se v různých spolcích, které se zabývají lesnictvím a chováním dobytka. V roce 2009 byl zvolený prezidentem ÖFF (Österreichischer Forstfachverband - rakouský spolek pro lesnictví).

## Dílo
Společně s Wolfgangem Müllerem napsal knihu o skotském vysokohorském dobytku.
- Robustrinder: Highland Cattle & Galloway